# Erebia komagadakeana
Erebia komagadakeana är en fjärilsart som beskrevs av Matsumura 1928. Erebia komagadakeana ingår i släktet Erebia och familjen praktfjärilar. Inga underarter finns listade i Catalogue of Life.